# Anton Coppola
Antonio Francesco Coppola, detto Anton (New York, 21 marzo 1917 – New York, 9 marzo 2020), è stato un compositore e direttore d'orchestra statunitense.

## Biografia
Era lo zio del regista Francis Ford Coppola e dell'attrice Talia Shire, prozio di Nicolas Cage, Christopher Coppola, Sofia Coppola, Roman Coppola, Gian-Carlo Coppola, Jason Schwartzman e Robert Schwartzman, e fratello del compositore e musicista Carmine Coppola. I suoi genitori erano italiani e precisamente originari di Bernalda (Basilicata).
Tra le composizioni di Coppola ci sono un concerto per violino, una sinfonia e un'opera dal titolo Sacco e Vanzetti, un'opera in italiano e inglese su Sacco e Vanzetti. Negli anni '50 e '60, Coppola è stato il direttore musicale di sei musical di Broadway, tra cui Silk Stockings, Bravo Giovanni e The Boy Friend. Ha diretto due colonne sonore, Il padrino - Parte III (1990) e Dracula di Bram Stoker (1992); apparendo anche nel primo come direttore d'orchestra presso il teatro di Palermo.
Ha debuttato con la New York City Opera nel 1965, dirigendo la prima mondiale di Lizzie Borden e dirigendo altri spettacoli di Carmen, La traviata, Il barbiere di Siviglia e Madama Butterfly. Alla Seattle Opera nel 1970 dirige la prima mondiale di Of Mice and Men di Carlisle Floyd.
In Florida ha contribuito a fondare la Opera Tampa nel 1996 e ne è stato direttore artistico fondatore.
Ha collaborato con l'Orchestra Sinfonica Giuseppe Verdi di Milano per la registrazione di alcune opere di Giacomo Puccini.
Nel 2008 l'Opera Tampa ha istituito un premio a suo nome. Si tratta dell'Anton Coppola Excellence in the Arts Award, che viene assegnato ogni anno a un artista in base al contributo significativo all'Opera Tampa e al mondo della musica in generale. Lo stesso Anton Coppola è stato premiato nel 2012, anno del suo ritiro. Hanno vinto il premio tra gli altri Renata Scotto (2009), Carlisle Floyd (2010), Plácido Domingo (2011) e Martina Arroyo (2013).
Coppola è deceduto all'età di 102 anni a Manhattan.

## Filmografia

### Attore
- Il padrino - Parte III (The Godfather: Part III), regia di Francis Ford Coppola (1990) - non accreditato
- Mozart in the Jungle - serie TV, un episodio (2015)

### Colonne sonore
- NET Opera Theatre - serie TV, un episodio (1967)
- Il padrino - Parte III (The Godfather: Part III), regia di Francis Ford Coppola (1990) -
- Dracula di Bram Stoker (Bram Stoker's Dracula), regia di Francis Ford Coppola (1992) - consigliere